# Pärlbi
Pärlbi (Biastes truncatus) är en art i insektsordningen steklar som tillhör släktet pärlbin. I Finland har det tidigare även kallats kraftbi.

## Beskrivning
Pärlbiet har en kroppslängd på 5 till 6 millimeter. Hanen är nästan helt svart, medan honan har svart mellankropp och en bakkropp som är rödaktig med svarta tvärränder. Både hane och hona har vitaktiga filtfläckar på ovansidan av tergit två till fem; på tergit fyra finns de även på sidorna. På resten av kroppen är behåringen mycket kort och gles.

## Utbredning
Pärlbiet finns framför allt i norra och centrala Europa, sydöst till Rumänien och Bulgarien. Längre österut via Ukraina till asiatiska Ryssland (Primorje kraj) samt Turkiet är arten mycket sällsynt.
I många delar av sitt utbredningsområde är biet sällsynt. I Sverige, där den finns fläckvis och glest mellan Skåne och Uppland, är arten rödlistad som sårbar och bedöms gå tillbaka: Populationerna i Skåne och på Öland är nästan helt utrotade, något som har förklarats med att pärlbiet där är starkt knutet till värdbiet klocksolbi, som gått tillbaka mycket kraftigt.
I Finland förekommer arten främst från Nyland på sydkusten över Päijänne-Tavastland och Södra Karelen till Södra Savolax, med enstaka fynd från 1940-talet i Norra Savolax. Arten är sedan 2019 rödlistad av Finlands Artdatacenter som sårbar ("VU"). Situationen där har varit sämre; 2010 var den rödlistad som starkt hotad.

## Ekologi
Detta bi är en så kallad boparasit, honan lägger sitt ägg i främmande bins bon, där larven lever av det insamlade förrådet efter det att värdägget eller värdlarven dödats. Dess värdarter är ängssolbi och klocksolbi, som förekommer på störd, humusrik sandmark som stigar, vägkanter och ruderat. Värdarterna flyger båda till blåklockor, framför allt liten blåklocka, medan pärlbiet i stor utsträckning besöker höstfibbla. Andra besökta arter är åkervädd och sommarfibbla. Flygtiden varar från slutet juli till mitten av augusti.